# Buús György
Buús György (1947. június 22. – Nyíregyháza, 2009. június 29.) labdarúgó, kapus.

## Pályafutása
A Komlói Bányász csapatában mutatkozott az élvonalban 1970. június 13-án a Salgótarján ellen, ahol csapata 2–1-re vesztett. 1970 és 1973 között 55 bajnoki mérkőzésen védett komlói színekben és öt gólt szerzett tizenegyesből. 1976 és 1978 között a Kaposvári Rákóczi csapatában játszott az élvonalban. Az 1979–80-as idényben a másodosztályban első alkalommal bajnoki címet szerző Nyíregyháza csapatkapitánya volt. Utolsó mérkőzésen a Honvéd ellen 0–0-s döntetlen játszott csapata.

## Sikerei, díjai
- NB II
  - bajnok: 1979–80
- Magyar bajnokság
  - 7.: 1980–81
- Magyar kupa (MNK)
  - döntős: 1971